# Jekaterina Andrejewna Bytschkowa
Jekaterina Andrejewna Bytschkowa (russisch Екатерина Андреевна Бычкова, wiss. Transliteration Ekaterina Andreevna Byčkova; englische Schreibweise Ekaterina Andreevna Bychkova; * 5. Juni 1985 in Moskau) ist eine ehemalige russische Tennisspielerin.

## Karriere
Bytschkowa spielte mit 15 Jahren ihre erste Profisaison. Ihren ersten Auftritt auf dem ITF Women’s Circuit hatte sie am 18. September 2000 in Moskau. Ihre ersten ITF-Titel feierte sie am 14. Dezember 2003 in Kairo.
Bei den US Open besiegte Bytschkowa 2005 in Runde eins die Vorjahressiegerin Swetlana Kusnezowa, ehe sie gegen Ivana Lisjak aus Kroatien ausschied.
Von 2005 bis 2012 spielte sie in der deutschen Bundesliga für den TC Moers 08.
Ihre bislang letzte Partie auf der Damentour absolvierte Bytschkowa im Februar 2016, als sie in der Qualifikation für ein ITF-Turnier scheiterte.

## Turniersiege

### Einzel
| Nr. | Datum             | Turnier        | Kategorie   | Belag             | Finalgegnerin           | Ergebnis    |
| --- | ----------------- | -------------- | ----------- | ----------------- | ----------------------- | ----------- |
| 1.  | 14. Dezember 2003 | Kairo          | ITF $10.000 | Sand              | Gabriela Velasco Andreu | 6:1, 6:4    |
| 2.  | 4. Juli 2004      | Krasnoarmeisk  | ITF $10.000 | Hartplatz         | Olga Panowa             | 6:2, 6:3    |
| 3.  | 29. August 2004   | Moskau         | ITF $25.000 | Sand              | Marija Kondratjewa      | 6:2, 6:1    |
| 4.  | 27. März 2005     | St. Petersburg | ITF $25.000 | Hartplatz (Halle) | Emma Laine              | 6:1, 6:2    |
| 5.  | 17. Dezember 2005 | Bergamo        | ITF $50.000 | Teppich (Halle)   | Mervana Jugić-Salkić    | 6:3, 6:0    |
| 6.  | 18. Juni 2006     | Marseille      | ITF $50.000 | Sand              | Séverine Beltrame       | 6:1, 6:2    |
| 7.  | 19. Juli 2009     | Contrexéville  | ITF $50.000 | Sand              | Kathrin Wörle           | 6:4, 6:4    |
| 8.  | 7. August 2010    | Moskau         | ITF $25.000 | Sand              | Darja Kustawa           | 6:2, 7:5    |
| 9.  | 13. April 2013    | Edgbaston      | ITF $25.000 | Hartplatz (Halle) | Angelica Moratelli      | 6:4, 6:3    |
| 10. | 23. Februar 2014  | Nottingham     | ITF $25.000 | Hartplatz (Halle) | Pauline Parmentier      | 3:0 Aufgabe |

### Doppel
| Nr. | Datum             | Turnier       | Kategorie   | Belag             | Partnerin           | Finalgegnerinnen                     | Ergebnis         |
| --- | ----------------- | ------------- | ----------- | ----------------- | ------------------- | ------------------------------------ | ---------------- |
| 1.  | 14. Dezember 2003 | Kairo         | ITF $10.000 | Sand              | Raissa Gurewitsch   | Eden Marama Paula Marama             | 7:5, 6:1         |
| 2.  | 4. Juli 2004      | Krasnoarmeisk | ITF $10.000 | Hartplatz         | Wassilissa Dawydowa | Wassilissa Bardina Julia Efremowa    | 7:65, 6:0        |
| 3.  | 17. Dezember 2005 | Bergamo       | ITF $50.000 | Teppich (Halle)   | Marina Schamaiko    | Francesca Lubiani Valentina Sassi    | 6:1, 6:3         |
| 4.  | 12. November 2010 | Minsk         | ITF $25.000 | Hartplatz (Halle) | Jelena Bowina       | Paula Kania Katarzyna Piter          | 6:4, 6:0         |
| 5.  | 27. April 2013    | Istanbul      | ITF $50.000 | Hartplatz         | Nadija Kitschenok   | Başak Eraydın Aleksandrina Najdenowa | 3:6, 6:2, [10:5] |

## Abschneiden bei Grand-Slam-Turnieren

### Einzel
| Turnier         | 2005 | 2006 | 2007 | 2008 | 2009 | 2010 | 2011 | 2012 | 2013 | 2014 | 2015 | Karriere |
| --------------- | ---- | ---- | ---- | ---- | ---- | ---- | ---- | ---- | ---- | ---- | ---- | -------- |
| Australian Open | Q2   | 2    | 1    | Q3   | 1    | —    | Q1   | Q1   | Q1   | Q2   | Q3   | 2        |
| French Open     | Q1   | 1    | 1    | 1    | Q1   | 1    | Q3   | Q1   | Q1   | —    | Q2   | 1        |
| Wimbledon       | Q1   | 2    | 1    | 1    | Q2   | Q2   | —    | Q3   | Q1   | Q2   | Q2   | 2        |
| US Open         | 2    | 2    | 2    | 2    | Q2   | Q1   | 1    | Q2   | Q1   | Q2   | Q1   | 2        |

Zeichenerklärung: S = Turniersieg; F, HF, VF, AF = Einzug ins Finale / Halbfinale / Viertelfinale / Achtelfinale; 1, 2, 3 = Ausscheiden in der 1. / 2. / 3. Hauptrunde; Q1, Q2, Q3 = Ausscheiden in der 1. / 2. / 3. Runde der Qualifikation; n. a. = nicht ausgetragen

### Doppel
| Turnier         | 2006 | 2007 | Karriere |
| --------------- | ---- | ---- | -------- |
| Australian Open | 1    | 2    | 2        |
| French Open     | 2    | 1    | 2        |
| Wimbledon       | —    | —    | —        |
| US Open         | 1    | —    | 1        |